# Dimitri Peyskens
Dimitri Peyskens (Uccle, 26 novembre 1991) è un ex ciclista su strada belga.
Attivo tra gli Elite dal 2015, è stato professionista dal 2017 al 2024.

## Palmarès
- 2014 (Lotto U23)

GP Marc Angel
1ª tappa Tour de la Province de Namur (Jambes > Doische)
- 2015 (Team 3M, una vittoria)

3ª tappa Arden Challenge
- 2016 (Veranclassic-Ago, due vittorie)

GP Scieur-Lambot
Grand Prix Albert Fauville-Baulet

## Piazzamenti

### Classiche monumento
- Giro delle Fiandre

2018: 90º
2020: ritirato
2023: ritirato
- Liegi-Bastogne-Liegi

2017: ritirato
2018: 87º
2019: ritirato
2020: ritirato
2024: ritirato